# Michel Danino
 (février 2024).
Si vous disposez d'ouvrages ou d'articles de référence ou si vous connaissez des sites web de qualité traitant du thème abordé ici, merci de compléter l'article en donnant les références utiles à sa vérifiabilité et en les liant à la section « Notes et références ».
Michel Danino (né en 1956 à Honfleur, Calvados), est un écrivain français d'expression anglaise, dont les ouvrages concernent la civilisation et l'histoire de l'Inde. Il provient des milieux occidentaux liés aux enseignements dispensés à Auroville et de celle qu'on appelle "La Mère". Comme la plupart des auteurs ayant publié des ouvrages chez Voice of dharma (ex-Voice of India), il est idéologiquement proche des milieux nationalistes indiens, selon les défenseurs la "Théorie de l'invasion aryenne". et lié à la controverse autour de celle-ci. 

## Biographie
Danino est né en 1956 à Honfleur dans une famille juive qui avait émigré du Maroc. Dès un âge précoce, il est attiré par l'Inde, en particulier par les yogis comme Sri Aurobindo et Mirra Alfassa. En 1977, insatisfait après quatre années d'études supérieures scientifiques, il quitte la France pour la région du Tamil Nadu dans le sud de l'Inde, où il vit depuis.
Il a écrit des livres et des articles sur la culture de l'Inde et donne de nombreuses conférences sur ce sujet. Il a aussi traduit des œuvres de Sri Aurobindo.
Dans son livre L'Inde et l'invasion de nulle part, il critique la théorie de l'invasion aryenne et les théories actuellement majoritaires chez les historiens, archéologues, linguistes et comparatistes occidentaux,  concernant les invasions indo-aryennes. Il soutient que les peuples indo-aryens sont autochtones de l'Inde, rejoignant ainsi l'avis de certains nombreux chercheurs, dont certains nationalistes indiens. 

## Ouvrages
- Sri Aurobindo and Indian Civilization (1999)
- The Invasion that never was (2000)
- The Indian Mind Then and Now (2000)
- Is Indian Culture Obsolete? (2000)
- Kali Yuga or the Age of Confusion (2001)
- L'Inde et l'invasion de nulle part, Paris, Les Belles Lettres, 2006
- The Lost River - On the trail of the Sarasvati (2010).  (ISBN 978-0-14-306864-8).